# Тукмак-Каран
Тукмак-Каран (баш. Туҡмак-Ҡаран) — деревня в Туймазинском районе Республики Башкортостан Российской Федерации. Входит в состав Какрыбашевского сельсовета. 

## История
Название происходит от названия речки Туҡмаҡ-Ҡаран (тукмаҡ ‘короткая’ и ҡаран ‘полынья, речка’).

## География

### Географическое положение
Расстояние до:
- районного центра (Туймазы): 18 км,
- центра сельсовета (Какрыбашево): 6 км,
- ближайшей ж/д станции (Туймазы): 18 км.

## Население
| 2002 | 2009 | 2010 |
| ---- | ---- | ---- |
| 103  | ↗110 | ↗119 |